# Immanuel Kant
Immanuel Kant, nemški filozof, * 22. april 1724, Königsberg, vzhodna Prusija, danes Kaliningrad, Rusija, † 12. februar 1804, Königsberg.
Velja za enega osrednjih predstavnikov sodobne filozofije; njegovo delo ima še danes vpliv na področja, kot so metafizika, epistemologija, etika, politična filozofija in estetika.

## Življenjepis

### Zgodnja leta
Immanuel Kant se je rodil 22. aprila 1724 kot četrti od devetih otrok v Kraljevcu (nemško: Königsbergu), takratni prestolnici Vzhodne Prusije. Kantov oče je bil sedlar, potomec škotskega imigranta. Oba starša sta bila pripadnika pietizma. Od 8. do 15. leta je obiskoval pietistično šolo Collegium Fridericanum. Do verskih dogem je bil kritičen, kar se kaže tudi v kasnejšem zanašanju na razum in neodvisnost od Boga. 

### Šolanje
Kant je študiral filozofijo, matematiko in naravoslovne znanosti na univerzi v Kraljevcu, kjer je njegovo zanimanje kmalu prevzela filozofija. Njegov pouk filozofije je bil sestavljen iz matematike, fizike, logike, metafizike in etike. Na njegov študij so vplivala dela Gottfrieda Leibniza in Christiana Wolffa. Mladega Kanta je vodil in imel nanj velik vpliv njegov profesor Martin Knutzen. V tistem času je prebiral Newtonova dela in začel pisati prvo svojo prvo knjigo z naslovom »Gedanken von der wahren Schätzung der lebendigen Kräfte« (1747 - Misli o Resnični oceni živečih sil), v kateri se je lotil problema sil. V tem delu se je trudil zgladiti nestrinjanje med privrženci Newtona in Leibniza.

### Akademska kariera
Po končanem študiju je Kant šest let preživel kot domači učitelj otrok v okolici Königsberga. Do takrat sta umrla že oba starša in sam ni bil dovolj finančno preskrbljen, da bi lahko nadaljeval akademsko kariero. Leta 1754 se je vrnil na univerzo v Kraljevcu (znano kot Albertina), kjer je poučeval vse do upokojitve leta 1796 pri 72 letih. V letih po vrnitvi v rojstno mesto je izdal kar nekaj knjig. Najpomembnejše je bilo delo »Allgemeine Naturgeschichte und Theorie des Himmels« (Splošna naravna zgodovina in teorija neba, 1755), v kateri je postavil svojo hipotezo o nastajanju osončja (Kant-Laplaceova hipoteza). Poleg tega je izdal še dve deli, ki sta mu zagotovili zadostne kvalifikacije za poučevanje na univerzi. Tam je bil zaposlen kot neplačan profesor – plačevali so ga študentje sami, zato je moral za preživetje učiti pogosto in mnogo učencev. To mesto je zasedal v obdobju med 1755 in 1770, poučeval pa naj bi povprečno 20 ur na teden. Uporabljal je učbenike svojih sodobnikov, pripadnikov Wolffa, a je preko njih izražal svoje poglede na znanstvene probleme. Že zelo zgodaj si je Kant pridobil sloves obetajočega intelektualca in uspešnega profesorja.

### Delovna obdobja
V 60. letih 18. stoletja se je Kant preusmeril v bolj filozofske teme. Čeprav je še vedno pisal spise o znanosti, so veliko večjo težo dobila njegova dela o filozofiji. V letih med 1762 in 1764 je izdal kar pet filozofskih del. Leta 1770 so ga končno imenovali za profesorja logike in metafizike. Nato pa je sledilo desetletje tišine. Po enajstih letih brez objave je Kant leta 1781 izdal svoje znamenito delo »Kritika čistega uma«, ki pa je bilo ob izidu večinoma prezrto. Kant je začel pridobivati na ugledu predvsem na račun raznih esejev, leta 1787 pa je izdal svojo drugo kritiko, »Kritiko praktičnega uma«, leta 1790 pa je bila izdana še »Kritika razsodne moči«. Kasneje je Kant zaradi svojih spisov o religiji prišel navzkriž celo s kraljevo cenzuro, ki je bila ustanovljena zaradi francoske revolucije. Dobil je prepoved izjav o religiji, na kar se je odzval v delu »Der Streit der Fakultäten« (Konflikt stališč).

### Smrt
Upokojil se je leta 1796 in se popolnoma posvetil izpopolnjevanju svojega filozofskega sistema, ki se je oblikoval šele v njegovih srednjih letih. Po upokojitvi se je ukvarjal s pisanjem zadnjega dela, ki bi združilo njegov celoten opus, a ga ni uspel dokončati. Po dolgotrajni bolezni je Immanuel Kant umrl leta 1804 s stavkom »Dobro je« (»Es ist gut«) na  ustnicah.

## Dela

### Splošna naravna zgodovina in teorija neba

#### Kant - Laplaceova teorija
V 18. stoletju je bila sestavljena ”nebularna hipoteza”, katere snov je leta 1734 kot prvi preučeval švedski naravoslovec Emanuel Swedenborg. Immanuel Kant, ki je poznal Swedenborgovo delo, je nadalje razvil teorijo ter leta 1755 objavil Splošno naravno zgodovino in teorijo neba. Podoben model je leta 1796 neodvisno razvil Pierre-Simon Laplace v svojem delu Exposition du Systeme du monde. 
Kant-Laplaceova hipoteza pravi, da so vsa telesa v Osončju, ki se je zaradi lastne težnosti začelo zgoščevati, nastala pred kakšnimi 4,5 milijarde let iz ogromnega oblaka plinov. Pod vplivom vrtenja (centrifugalne sile) naj bi v središču nastala sredica iz plinov in prašnih delcev. Ko je dosegla potrebne ﬁzikalne lastnosti, so se sprožili procesi jedrskih zlitij in sredica je začela svetiti (Sonce). V oddaljenih in hladnejših zunanjih območjih naj bi iz meglice nastali trdni planetezimali, iz katerih so z nalaganjem meglične snovi nastali planeti. Ta teorija je pojasnila različne lastnosti Sončevega sistema, vključno z orbitami planetov in njihovim gibanjem v isti smeri kot vrtenje sonca.

### Kritike
Kantovo osrednje filozofsko delo je sestavljeno iz treh del: Kritike čistega uma, Kritike praktičnega uma in Kritike razsodne moči.

#### Kritika čistega uma
V prvi kritiki Kant obravnava ustroj subjektivnosti in njene konstitucije objektivnega sveta. Osnovna problema, iz katerih Kant izhaja v prvi Kritiki, sta prvič problem antinomije ter drugič problem možnosti sintetičnih sodb a priori. S Kritiko čistega uma Kant pokaže, da ni človeški razum tisti, ki se prilagaja stvarem, temveč nasprotno, stvari so tiste, ki se prilegajo človeškemu spoznanju. Ta miselni obrat je bolj znan kot »Kantov kopernikanski obrat«.

##### Cilji in pomen
Kritika čistega razuma je bila rezultat okoli 10-letnega razmišljanja. Kant jo je izdal z negotovostjo in po dolgotrajnem odlašanju. Njegovi dvomi so se izkazali za pravilne, saj je javnost njegovo delo ob izidu zelo napačno interpretirala. Po izidu same kritike 1781 je leta 1783 izdal še razlago svojega dela, da bi pojasnil nesporazume in napačne interpretacije. 1787 je izdal še drugo, manj sporno izdajo Kritike čistega razuma. Kritika čistega razuma se ukvarja s problemi metafizike in zmožnostjo človeškega razumevanja. Kant metafiziko opredeli kot »spoznanja, do katerih se lahko razum dokoplje neodvisno od izkušnje«, njegov cilj pa je bil, da bi določil zmožnosti in nezmožnosti metafizike na splošno, določil njene meje in obseg proučevanja. Ukvarjal se je torej z »a priori« znanjem, ki ni odvisno od izkušnje. S tem delom je Kant prišel navzkriž z Leibnizovo šolo, hkrati pa je povzročil razburjenje tudi v cerkvenih krogih, ker je trdil, da se mora tudi obstoj boga podvreči sodbi posameznikovega uma. Po drugi strani pa je utemeljil neodvisnost uma, ki so mu jo pripisali razsvetljenci, in s tem omilil krizo, ki jo je povzročila takratna deterministična Newtonova fizika (vse je le snov v gibanju – ni prostora za svobodno odločitev). 

##### Teorija zaznavanja
Nasprotje med racionalizmom in empirizmom je predvsem na osnovi različnega pojmovanja sodb. Prvi jih sodijo analitično, to so pojasnjevalne sodbe, drugi pa sintetično, kar pomeni, da so to razširjevalne sodbe. S sodbami smo sposobni izražati misli, ki nas preko sklepanja pripeljejo do spoznanj. Misli predstavljajo odnos med subjektom in atributom, kar pomeni dvoje: da je atribut že v samem subjektu, ali pa da ni vključen v subjektu, je pa z njim vseeno nekako povezan. Prvi primer je analitična sodba, ki ji Kant reče a priori in za svojo veljavnost ne potrebuje nikakršne potrditve v izkušnji. Druga sodba je sintetična in jo Kant imenuje a posteriorne in temeljijo na izkušnji. Po Kantovem sklepanju so možne še sodbe tretje vrste, ki so nekakšna kombinacija obeh in kot kompromis tudi najbolj verjetne. Na eni strani so univerzalne in nujne, na drugi pa hkrati sintetične a priori. To dokazuje na matematičnem primeru: 5 + 7 = 12, kar je primer sintetične sodbe a priori in nima svojega dokaza v izkušnji marveč poseduje neko objektivno veljavnost: »Nedvomno je, da se vsako naše spoznanje pričenja z izkustvom; na razvoj naše spoznavne možnosti bi namreč ne moglo vplivati nič, razen predmetov, ki dražijo naša čutila in ki sami povzročajo na eni strani predstave, na drugi pa silijo naš um, da primerja te predstave, jih druži in loči. Um tako predela surovo snov čutnih vtisov ter nam posreduje tisto spoznavanje stvarnosti, ki ga imenujemo izkustvo. Čeprav se pričenja vsako naše spoznavanje po izkustvu, ne izvira vse iz njega. Naše znanje je namreč sinteza tistega, kar sprejemamo s pomočjo čutnih vtisov in tistega, kar izvira iz gole spoznavne možnosti.« To je povsem spremenilo zasnovo spoznavanja, kar je Kant razrešil s t. i. kopernikanskim preobratom, ki je pomenil, da se naš um ne ravna po zunanjih predmetih, temveč da se predmeti ravnajo po našem spoznanju. Čutnost in um tako končno dobita vlogo, ki jima pripada. S čutili zaznavamo zunanja dogajanja, vtise, z umom oblikujemo te vtise v pojme in spoznanja. Vsa naša miselna dejavnost se tako razvija v treh smereh: čutno zaznavanje, razumsko spoznavanje in umsko stremljenje.

#### Kritika praktičnega uma
Kritika praktičnega uma je izšla leta 1788. Druga kritika je posvečena praktični filozofiji, tj. etiki. Kant razvije stališče, po katerem za etiko niso pomembni niti cilji delovanja niti Dobro, temveč možnost univerzalizacije maksime delovanja. Kategorični imperativ, o katerem govori Kant, nalaga etično delovanje ne glede na posamični kontekst. 

##### Povzetek
Druga kritika predstavlja temelj Kantove etične družbe. V prvem delu  etiko med drugim prepozna v fundementalni svobodi individuuma in njegove sposobnosti po samo-oblasti. V ospredju svoje etične filozofije Kant obravnava izjemno vlogo kakovosti volje, kot poglavitnega merila za vrednotenje kakega delovanja. Delovanja so podrejena empiričnim naključnostim in jih po Kantu ne smemo imeti za nekaj svobodnega. Iz tega sledi, da nekemu delovanju naravno kvaliteto lahko daje le umu primerna kakovost volje. 
V drugem delu se srečamo z metodologijo čistega praktičnega uma, kjer zastavi vprašanje, kako je mogoče um narediti ne le objektivno ampak tudi subjektivno praktičen. Kant zagovarja, da imajo načela opraviti zgolj s subjektivno voljo, praktično pravilo pa je produkt uma, ker predpisuje dejanje kot sredstvo za dosego učinka kot namena; maksima (življenjsko vodilo) je subjektivno praktično načelo. Medtem ko imperativ izraža objektivno primoranje, nujo, kajti um ni čisto sam določitveni razlog volje. Temeljni zakon čistega praktičnega uma pravi, da deluj tako, da lahko velja maksima tvoje volje vselej hkrati kot načelo obče zakonodaje.

##### Kategorični imperativ
Kant razlikuje med hipotetičnim in kategoričnim imperativom. Prvi veljajo le ob predpostavki nekega želenega smotra in torej izražajo le pogojno najstvo. Kategorični imperativ pa nasprotno uveljavlja zakon formalno in absolutno, v najsplošnejši formulaciji je podan kot maksima, po kateri človek deluje vselej le tako, kot da bi to delovanje veljalo za načelo najsplošnejšega zakona. Biti samemu sebi zakon ni isto kot postavljati zakone samemu sebi, trdi Kant. Volja je v vseh dejanjih sama sebi zakon, kar pa označuje le princip kako ne ravnati po nobeni drugi maksimi kot po tisti, ki jo imamo lahko za predmet samemu sebi tudi kot obči zakon. Prav to pa je formula kategoričnega imperativa: ravnaj tako, da bi vsako dejanje lahko postalo obči zakon. Torej sta svobodna volja in volja pod nravnimi zakoni eno in isto.

#### Kritika razsodne moči
V zadnji Kritiki, Kritiki razsodne moči, Kant obravnava estetske in teleološke probleme. Kant opredeli lepo kot tisto, kar naključno sovpade s človekovim spoznavnim aparatom.
Tretja Kantova Kritika, Kritika razsodne moči, prvič objavljena leta 1790, je bila dolgo časa v senci prvih dveh Kritik, ki sta, kot se je zdelo, vsebovali vse, kar je bilo bistveno za utemeljitev kriticizma. Predstavlja zaključek prvih dveh del - Kritike čistega uma ter Kritike praktičnega uma. Kant zatrjuje, da ima naša celotna spoznavna možnost dve področji, področje naravnih pojmov (razum) in področje pojma svobode (um).  Razsodna moč je torej  srednji člen med razumom in umom.  Druga spoznavna možnost mora vplivati na prvo, smoter, ki ga nalaga zakon. Razum se v naravi znajde glede na estetsko razsodno moč. 
Potrebno je nekaj, kar nas v presojanju narave opozarja na njeno smotrnost. Ko se ujemamo z naravo, občutimo ugodje, lepo pa spoznamo glede na občutje ugodja in neugodja. Ugajanje, ki ga zbuja to, kar je prijetno, je povezano z interesom. Prijetno je to, kar ugaja čutom v občutku.  V delu obsega teorijo lepega in sublimnega, in teorijo naravne teleologije, ki odgovarja na vprašanje smotrnosti sveta in človeškega bivanja v njem. V notranji prepletenosti treh ključnih problematik tretje Kritike pa se zarisuje tudi nova podoba temeljnih pojmov Kantove filozofije.
Po Kantu je lepo tisto, kar je smotrno, kar daje občutek lagodja in harmonije.

## Pomen in vplivi
Immanuel Kant je eden tistih filozofov, ki so s svojim delom ključno vplivali na razvoj zahodne filozofije. Delo, ki je najdlje poneslo njegovo ime, to je Kritika čistega uma (Kritik der reinen Vernunft) in jo je prvič izdal leta 1781, je neke vrste prelomno in temeljno delo zahodne filozofije. V njem Kant povsem na novo prevrednoti človekovo umovanje, premišljevanje in kot tako posledično tudi principe njegovega spoznavanja. Teorija o umu ima znotraj tega dela pomembno mesto, saj predstavlja višek, najskrajnejšo obliko človekove možnosti spoznanja, v bistvo tako skrajno, da jo je mogoče enačiti že z najvišjim bitjem.
Tekom lastnega življenja so bile njegova razmišljanja deležna precej kritične pozornosti. Vplival je na Fichteja, Schellinga, Hegla in Novalisa v osemdesetih in devetdesetih letih 18. stoletja. Iz njegovih spisov se je razvil tako imenovani nemški idealizem, šola razmišljanja, katere predstavniki so želeli metafizične pojme kot npr. Bog predstaviti v luči Kantovega kritičnega razmišljanja, s seveda svojimi izpeljavami, popravki in nadgradnjami. 
Z uspehom Heglovih spisov se je Kantov vpliv zmanjšal, čeprav je v Nemčiji obstajalo gibanje, ki si je prizadevalo za vrnitev k Kantovim zamislim v šestdesetih letih 19. stoletja (novokantovstvo). Pomembna oživitev njegovih idej se je zgodila ob prelomu v 20. stoletje, z Marburško šolo, prek del Hermanna Cohena, Paula Natorpa, Ernsta Cassirerja in anti-neokantista Nicolaija Hartmanna.
Pomembna je tudi interpretacija Martina Heideggra, v politični misli pa sta "kantovska dediča" Hannah Arendt in Jean-François Lyotard.
V umetnosti so zgodnji nemški romantiki, posebno Friedrich Schlegel, uporabili Kantove principe samorefleksije v svoji teoriji o poeziji. Estetiki so skušali utemeljiti abstraktno slikarstvo na podlagi Kantovih nazorov.

### Kantov prispevek k pozitivni znanosti
Leta 1755 je izšlo njegovo znanstveno delo, ki je za astronomijo neprecenljivega pomena: Splošna naravna zgodovina in teorija neba ali poskus, zaobjeti mehanično poreklo vse svetovne zgradbe, obravnavano po Newtonovih načelih (nemško Allgemeine Naturgeschichte und Theorie des Himmels oder Versuch von der Verfassung und dem mechanischen Ursprung des ganzen Weltgebäudes, nach Newtonschen Grundsätzen abgehandelt). Po njem obstajajo še drugi otoki - galaksije kot Rimska cesta.

## Zanimivosti
Immanuel Kant je bil kot veliko velikih mislecev poseben človek. Svoje življenje je posvetil znanosti in filozofiji, zlasti področju človeškega razmišljanja. Bil je mnenja, da za raziskovanje filozofije ni treba potovati, zato nikoli ni šel iz svojega rodnega kraja, nikoli ni videl sveta dlje kot do svojega obzorja. Nekateri pravijo, da naj bi bil Kant tako zaverovan v svoje racionalno razmišljanje, da se ni maral niti smejati. Najbolj humorne anekdote je pripovedoval z resnim izrazom na obrazu. 
Kljub temu da ni potoval, je užival v razpravah s popotniki in znan je bil po kosilih, na katera so bili povabljeni tuji filozofi in ki so se ob filozofskih debatah zavlekla dolgo v večer.
Kant je najvišje vrednotil razumski red in je verjel, da bolj kot je bitje racionalno, bolj ga lahko dojemamo kot osebo. Tako je vsak njegov dan imel čas za delo, počitek, hrano. Vsak dan se je zbudil ob istem času, na kosilu je imel vedno najmanj dva in največ pet gostov. Na sprehod je šel vsak dan ob isti uri in se natančno osemkrat sprehodil gor in dol po isti ulici. Ta sprehod je bil tako točen, da so ljudje po njegovem mimohodu nastavljali svoje ure.
Zanimivi so bili tudi njegovi nazori o zdravju. Verjel je, da preveč spanca skrajšuje človekovo življenje, za kar ni imel nikakršnih znanstvenih dokazov. Prav tako je verjel, da je dihanje skozi usta škodljivo in si je redno pokrival usta v mrazu, kar je dokaj smiselno, saj je nos ustvarjen za vlaženje in segrevanje zraka, usta pa ne.
Kant se ni nikoli poročil. 

### Dela
- Allgemeine Naturgeschichte und Theorie des Himmels (Splošna naravna zgodovina in teorija neba) (1755),
- Der einzig mögliche Beweisgrund zu einer Demonstration des Daseins Gottes (Edina možna podlaga dokaza za ponazoritev obstoja Boga) (1763),
- Beobachtungen über das Gefühl des Schönen und Erhabenen (O občutku za lepo in vzvišeno) (1764),
- Kritika čistega uma (Kritik der reinen Vernunft) (1781),
- Beantwortung der Frage:Was ist Aufklärung? (Odgovor na vprašanje: 'Kaj je razsvetljenstvo?') (1784),
- Prolegomena (Prolegomena zu einer jeden künftigen Metaphysik) (1783),
- Idee zu einer allgemeinen Geschichte in weltbürgerlicher Absicht (Ideja k obči zgodovini kozmopolitskega gledališča) (1784),
- Utemeljitev metafizike nravi (Grundlegung zur Metaphysik der Sitten) (1785),
- Metaphysische Anfangsgründe der Naturwissenschaft (Metafizične osnove naravoslovja) (1786),
- Kritika praktičnega uma (Kritik der praktischen Vernunft) (1788),
- Kritika razsodne moči (Kritik der Urteilskraft) (1790),
- Religion innerhalb der Grenzen der bloßen Vernunft (Religija znotraj meja samega uma) (1793),
- Zum ewigen Frieden (K večnemu miru) (1795),
- Metaphysik der Sitten (Metafizika nravnosti) (1797),
- Anthropologie in pragmatischer Hinsicht (Antropologija v pragmatičnem oziru) (1798),
- Der Streit der Fakultäten (Konflikt stališč) (1798),
- Über Pädagogik (O pedagogiki) (1803),
- Opus Postumum (1804).

### Prevodi v slovenščino
Kant, I. 1937. Dve razpravi. Ljubljana: Slovenska matica. (COBISS)
Kant, I. 1993. Kritika praktičnega uma. Ljubljana : Društvo za teoretsko psihoanalizo. (COBISS)
Kant, I. 1999. Kritika razsodne moči. Ljubljana : Založba ZRC. (COBISS)
Kant, I. 1999. Prolegomena. Ljubljana : DZS. (COBISS)
Kant, I. 2005. Utemeljitev metafizike nravi. Ljubljana : Založba ZRC. (COBISS)
Kant, I. 2006. Zgodovinsko-politični spisi. Ljubljana : Založba ZRC. (COBISS)
Kant, I. 2010. Predkritični spisi. Ljubljana : Založba ZRC. (COBISS)
Kant, I. 2011. Kritika čistega uma : 3/4. Ljubljana : Društvo za teoretsko psihoanalizo. (COBISS)
Kant, I. 2019. Kritika čistega uma. Ljubljana : Društvo za teoretsko psihoanalizo (kompleten prevod Zdravka Kobeta). (COBISS)